# Galeria Scena
Galeria Scena – galeria sztuki współczesnej istniejąca w latach 2006–2019 w Koszalinie.

## Historia
Założona w 2006 przez Roberta Knutha jako miejsce alternatywne, służące eksperymentom z zakresu sztuki wizualnej, muzycznej i teatralnej. Dotychczas w galerii odbywały się występy parateatralne, koncerty, pokazy filmów, wystawy, spotkania i debaty na temat sztuki współczesnej i jej roli społecznej. Scena była twórcą festiwalu sztuki w przestrzeni publicznej „Koszart”. Zajmowała się promocją artystów nowoczesnych z Koszalina na różnych pokazach w instytucjach kultury w Polsce.
Pierwszym prowadzącym Galerię był Robert Knuth, który od 2006 roku współpracował z Ryszardem Ziarkiewiczem. Od 2008 roku galerię prowadzi samodzielnie Ryszard Ziarkiewicz. Galeria podlegała Centrum Kultury 105 w Koszalinie, a jej program był realizowany dzięki celowej dotacji Urzędu Miasta Koszalina. Do 2015 galeria mieściła się w pomieszczeniach dawnej kotłowni biblioteki miejskiej, a później organizowała wystawy gościnnie w salach CK 105. Galeria Scena zakończyła działalność w 2019 roku.

## Dyrektorzy
- Robert Knuth (2006–2008)
- Ryszard Ziarkiewicz (2008–2019)

## Wystawy
- 2006 – Casting
- 2006 – Totrimejk
- 2006 – Patrzysz na mnie?
- 2006 – Grzegorz Ciemciach wraz z zespołem  Plum: Hałasy
- 2006 – Andrzej Golec: Obrazy ruchome i nieruchome
- 2006 – HO::LO Studio: Nowy dizajn miejski
- 2007 – Peter Fuss: Jesus Christ King of Poland
- 2007 – Rybka 707
- 2007 – Andrzej Ciesielski, Stanisław Wolski: Benefis
- 2008 – Paul Pozozzo: Śpiewające kury
- 2008 – Ewa Zarzycka: Małe rozdziały o dużym znaczeniu
- 2008 – SUMA=RÓŻNICA 2
- 2008 – Piękna Polska – Robert Filipek, Jagoda Glińska, Martyna Mikita, Borys Włoczkowski, Filip Ziarkiewicz
- 2008 – CIEŃ – Robert Knuth, Kapela Biesiadna Czesława, Tim Flavio, Szymon Wierzchowiecki, Robert Kwiatkowski
- 2008 – Kamil Jurkowski: Wszyscy jesteśmy z Koszalina
- 2009 – Grupa Sędzia Główny: Performance 87
- 2009 – Zbigniew Taszycki: POSEN....
- 2009 – Tomasz Rogaliński: bez tytułu
- 2009 – Zdzisław Pacholski: Heroizm widzenia
- 2009 – Kolekcja do kwadratu
- 2009 – Barbara Wysmyk, Iga Chełmińska: Chcę Ci powiedzieć coś ważnego...
- 2009 – Schyłek wszystkiego – Tomasz Rogaliński, Sebastian Krupiński, Iga Chełmińska, Paweł Krawczugo, Borys Włoczkowski, Łukasz Trusewicz
- 2009 – Agata Michowska: LULLABY
- 2009 – Zagęszczona atmosfera – Weronika Teplicka, Michał Tatarkiewicz, Jakub Łączny, Diana Ronnberg, Agnieszka Wielgosz, Bartek Zygmunt-Siegmund
- 2010 – Arte Femina z Koszalina – Agnieszka Sieńkowska, Anna Sieńkowska, Katarzyna Sikora i Weronika Teplicka
- 2010 – Galeria Scena 2005-2010: historia, kolekcja, artyści
- 2010 – Anna Molska: Przestrzeń mówi
- 2011 – Robert Knuth: Opowieści osadników
- 2011 – Tomasz Rogaliński: Moja rzeźba
- 2012 – Stanisław Wolski: Z notatnika samotnika
- 2012 – Edyta Wolska: SPAM
- 2012 – Aleksandra Włodarczyk: L'Revolution
- 2013 – Robert Knuth: Czytanie
- 2013 – Bartłomiej Zygmunt-Siegmund: M-1
- 2013 – Czy Koszalin ma wnętrza?
- 2013 – Tadeusz Rolke, Chris Niedenthal: Sąsiadki
- 2013 – Weronika Teplicka: IDIOM
- 2013 – Zbigniew Taszycki: Fresk
- 2013 – Andrzej Ciesielski: Błahostki i drobiazgi
- 2014 – Kamień – Joanna Duda, Gniewomir Łuczak, Amanda Korol, Joanna Szumacher, Olga Lipska, Krzysztof Arciszewski, Martyna Szwinta, Aleksandra Możejewska, Joanna Orzechowska, Marcin Korneluk, Igor Krupczyński, Kuba Prosiński, Agnieszka Grodzińska, Robert Knuth, Henryk Teplicki, Piotr Klimek
- 2014 – Paweł Kula: To, co możemy zobaczyć – możemy zobaczyć
- 2014 – Łukasz Trusewicz: Linia
- 2014 – Wojciech Grela: Dwa podwórka
- 2014 – Artur Rozen: Byliśmy – jesteśmy...
- 2015 – Zbigniew Romańczuk: Grid System
- 2015 – Michał Brzeziński: Affective Cinema
- 2015 – Maciej Osika: Człowiek – dzieło sztuki
- 2015 – Marta Frej: Memy
- 2015 – Myślę o sobie, kiedy myślę o sobie – Michał Bałdyga, Mateusz Choróbski, Paweł Kula, Robert Kuta, Paweł Kwiek, Piotr Macha, Anita Mikas, Dorota Nieznalska, Maciej Osika, Ewelina Piguła, Mikołaj Podworny, Józef Robakowski, Mateusz Sadowski, Łukasz Surowiec, Zbigniew Taszycki, Ewa Zarzycka
- 2015 – Tomasz Rogaliński: AndrogYnia moja miłość
- 2016 – Sztuczne Fiołki: LOL
- 2016 – Maciej Leśniak: Zatrzymane w srebrze
- 2016 – Aleka Polis: Rosa Rotes Städtchen
- 2016 – Projektownia Koszalińska – Cfiszyn, Cukin, Dobry Sztos, Druklin, Paweł Duszyński, FunkyFreeshArt, Katarzyna Koperkiewicz, Laupa, Anna Miller, Wojciech Sieprawski, Skyw, Tomasz Śmigielski
- 2016 – Zdzisław Pacholski: Rekwizyty atrybuty
- 2016 – Julia Curyło: Cudowne widzenia
- 2016 – Snare Box – Robert Knuth, Sebastian Mac